# Diario Oficial de Colombia
El Diario Oficial de Colombia es la publicación del Gobierno de Colombia que contiene las leyes, los decretos, los actos y la mayoría de los documentos pertinentes y los avisos públicos del presidente, el Congreso y las agencias gubernamentales de Colombia. Es una publicación diaria (excepto festivos) y se estableció el 28 de abril de 1864 por medio de un decreto ejecutivo emitido por el presidente Manuel Murillo Toro; su primer número apareció el 30 de abril de 1864, publicando la información legal del día anterior.
El Diario Oficial es impreso por la Imprenta Nacional de Colombia.